# Aviv Regev
Aviv Regev es bióloga computacional y Vicepresidente Ejecutivo de Investigación y Desarrollo Temprano de Genentech. Ha sido profesora en el Instituto Broad del MIT y Harvard y en el Departamento de Biología del Instituto Tecnológico de Massachusetts, así como investigadora del Instituto Médico Howard Hughes. Ella y Sarah Teichmann dirigen el proyecto del Atlas Celular Humano.

## Educación
Regev estudió en el Programa Interdisciplinario Adi Lautman para Estudiantes Sobresalientes de la Universidad de Tel Aviv, donde completó su doctorado bajo la supervisión de Eva Jablonka y Ehud Shapiro.

## Carrera e investigación
Desde 2020, Regev ha sido la vicepresidenta ejecutiva de Genentech Research and Early Development. Tiene su sede en el sur de San Francisco.
Ha sido miembro del Instituto Principal, presidenta de la facultad y codirectora del Programa de Circuitos Celulares del Instituto Broad.  
La investigación de Regev incluye trabajos sobre la expresión génica (con Eran Segal y David Botstein) y el uso del π-cálculo para representar procesos bioquímicos. El equipo de Regev ha sido uno de los principales pioneros de los métodos experimentales y computacionales de la genómica unicelular.

### Premios y honores
Regev fue galardonada con el Premio Overton en 2008 por "los logros sobresalientes de un científico en la etapa inicial o media de su carrera". En 2017 se le concedió el Premio al Innovador de la ISCB. En 2008, también fue galardonada con el Premio Pionero del Director de los NIH. También ha sido galardonada con el Burroughs Wellcome Fund Career Award. En 2017, fue galardonada con el Premio Paul Marks de Investigación sobre el Cáncer. También formó parte del jurado de Ciencias de la Vida del Premio Infosys en 2018. Fue elegida miembro de la Academia Nacional de Ciencias (NAS) en 2019. Fue galardonada con el 25º Premio Keio de Ciencias Médicas en 2020.